# Interleucina 13
A interleucina 13 (IL-13) é uma citocina similar a IL-4 que participa da defesa contra helmintos e da resposta alérgica.
É produzida principalmente pelas células T CD4+ do subconjunto Th2, apesar de haver uma parcela importante de produção por outras células como T CD8+, NK-T (no início da resposta alérgica), basófilos e eosinófilos. O receptor celular que reconhece a interleucina 13 é capaz de ligar a IL-4 à IL-13 com alta afinidade. Isso explica o compartilhamento de efeitos biológicos entre essas duas interleucinas.

## Ações biológicas
Os efeitos da IL-13 estão associados à inflamação alérgica e à proteção contra parasitas. Apesar de essa interleucina possuir efeitos relacionados aos efeitos da IL-4, eles são diferentes.
Na reparação tecidual, promove fibrose ao estimular fibroblastos e macrófagos a sintetizarem colágeno. Isso é feito pela indução da arginase-1 e estímulo da produção de TGF-β pelos macrófagos. A indução de fibrose por IL-13 contribui para a patogenia da asma crônica, pneumopatias intersticiais e infecções parasitárias. Esta função não é compartilhada por IL-4.
A IL-13 induz produção de muco por células epiteliais do pulmão. A citocina atua na proliferação, diferenciação e função secretória das células caliciformes epiteliais brônquicas. Esta função também contribui para a patogenia da asma e também não é compartilhada com IL-4.
Indução de troca de classe da IgE nas células B.
Promoção da inflamação através da indução da expressão de moléculas de adesão endotelial e quimiocinas, que atuam no recrutamento de granulócitos e monócitos para invasão de tecidos. Os efeitos da inflamação podem ser benéficos na proteção contra parasitas, mas podem ser nocivos pelo dano celular causado em determinados casos.